# The Cat Empire
The Cat Empire ist eine sechsköpfige Musikgruppe aus Melbourne, Australien. Ihre Songs sind geprägt von Einflüssen aus Jazz, Ska, Reggae, Funk, Latin bis hin zu Hip-Hop, Klezmer und Rock.
Mit bereits drei erfolgreichen Alben, einigen EPs und Livemitschnitten sowie Auftritten rund um die Welt gehören sie zu den erfolgreichsten Bands Australiens. Der Bandname und das Band-Logo stammen von Max Riebl († 2022), dem jüngeren Bruder des Leadsängers Felix Riebl.

## Geschichte
1999 begannen Oliver McGill, Felix Riebl und Ryan Monro mit kleineren Auftritten in Melbourne. Anfangs nur mit Keyboard, Kontrabass, Perkussion und Gesang besetzt, kamen 2001 Harry James Angus an der Trompete, Will Hull-Brown am Schlagzeug und Jamshid „Jumps“ Khadiwala als DJ dazu.

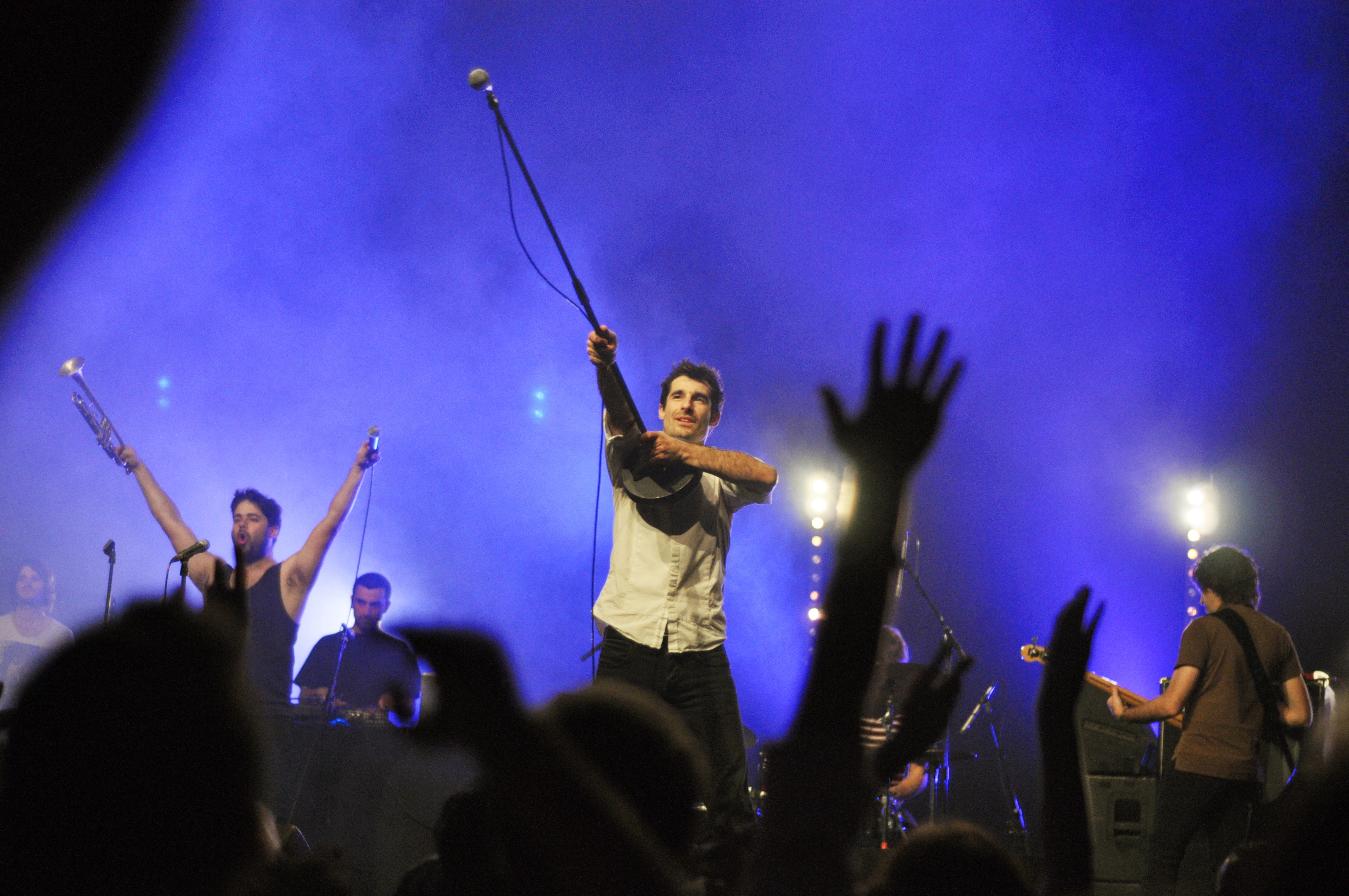
The Chariot: „Our weapons were our instruments.“

2001 traten sie beim Melbourne Festival auf und brachten am Ende des Jahres die Single „Feline“ und die „Live at Adelphia“ EP heraus. Nachdem sie Anfang 2002 einige Gigs beim Adelaide Festival of Arts spielten, traten sie bereits wenig später beim Melbourne International Comedy Festival und beim St Kilda Film Festival im März als Headliner auf.
Es folgten ausverkaufte Auftritte in San Francisco und beim Edinburgh Festival, wo sie 16 Auftritte in der Late ’n’ Live Show von 3 bis 5 Uhr morgens spielten.
2004 spielten sie erstmals in Deutschland und gaben ein Konzert in Karlsruhe im Rahmen des Zeltival im Tollhaus. Im Rahmen ihrer Welttournee 2006 gaben sie weitere Konzerte in Deutschland, zum Beispiel in der ausverkauften Berliner Kalkscheune oder kostenlos auf dem Nürnberger Bardentreffen.
Auch 2007 war The Cat Empire in Deutschland und Österreich live zu sehen. Im selben Jahr trat die Band außerdem bei den Festivals Rock am Ring und Rock im Park auf.
2009 folgte die „Live on Earth“ World Tour, die in Deutschland und Österreich gastierte.
Am 6. Juli 2010 erschien das neue Album Cinema in Deutschland. Im Herbst 2010 waren The Cat Empire live in Berlin, Hamburg, München und Köln zu sehen.
Im November 2012 hatte The Cat Empire Auftritte in München, Berlin, Hamburg, Straßburg und Wien.
Am 17. Mai 2013 erschien ihr nächstes Studio-Album Steal the Light mit 12 Liedern heraus. Ihr neuestes Album, Rising With The Sun wurde weltweit am 4. März 2016 veröffentlicht und mit einer umfassenden Tour begleitet, die noch bis Ende 2016 andauert (Stand: Juli 2016).
Am 16. September 2021 verkündete die Band ihre Auflösung zum Jahresende. Die letzte Show in der alten Besetzung spielte die Band am 14. April 2022.
Im August 2022 begann die Band, über ihre Facebook-Seite die ersten Konzerte in neuer Besetzung anzukündigen und neue Musik anzukündigen, wobei ab September neue Bandmitglieder bekannt gegeben wurden. Zu den neuen Mitgliedern gehören Grace Barbé am Bass und Gesang, Neda Rahmani am Schlagzeug, das ehemalige Tourmitglied Daniel Farrugia am Schlagzeug und Lazaro Numa, der sich den Empire Horns als Trompeter und Schlagzeuger anschließt. Aus der Originalbesetzung sind Felix Riebl und Ollie McGill geblieben.
Im Mai 2023 kündigten The Cat Empire die Veröffentlichung eines neuen Albums Where the Angels Fall an, das am 25. August 2023 erscheinen soll.

## Bandmitglieder
Momentan besteht The Cat Empire aus folgenden Mitgliedern:
Stammmitglieder
- Felix Riebl (Leadsänger, Percussion) wurde am 1. Mai 1981 geboren, sein Vater ist Österreicher und seine Mutter Australierin. Er hatte einen jüngeren Bruder (1991–2022) namens Max, der den Bandnamen The Cat Empire und das Bandlogo kreierte.
- Ollie McGill (Keyboard, Klavier, Melodica, Saxophon, Begleitgesang, Blockflöte) wurde ebenfalls 1981 geboren. Er spielte bereits in acht Bands und beherrscht mehrere Musikinstrumente.

ehemalige Stammmitglieder
- Ryan Monro (Kontrabass, E-Bass, Begleitgesang) wurde am 26. Juli 1981 geboren. Er war zusammen mit Felix und Ollie der Gründer von The Cat Empire.
- Harry James Angus (Leadsänger, Trompete, Gitarre) wurde am 11. Juni 1982 geboren. Er ist der zweite Leadsänger und Trompeter von The Cat Empire. Er trat der Band zusammen mit Will und „Jumps“ im Jahr 2001 bei.
- Will Hull Brown (Schlagzeug) wurde am 11. August 1982 geboren. Er brachte den Rock-Einfluss in den Sound der Cats.
- Jamshid „Jumps“ Khadiwala (DJ) stieß als Letzter zu den Cats. Er führte die anderen Bandmitglieder in die Welt des Hip-Hop ein.

Alle traten im Dezember 2021 aus der Band aus.
The Empire Horns
Eine kleine Gruppe, die The Cat Empire für gewöhnlich bei Live-Auftritten und manchen Studioaufnahmen begleitet.
- Ross Irwin (Trompete)
- Kieran Conrau (Posaune)
- Carlo Barbaro (Saxophon)

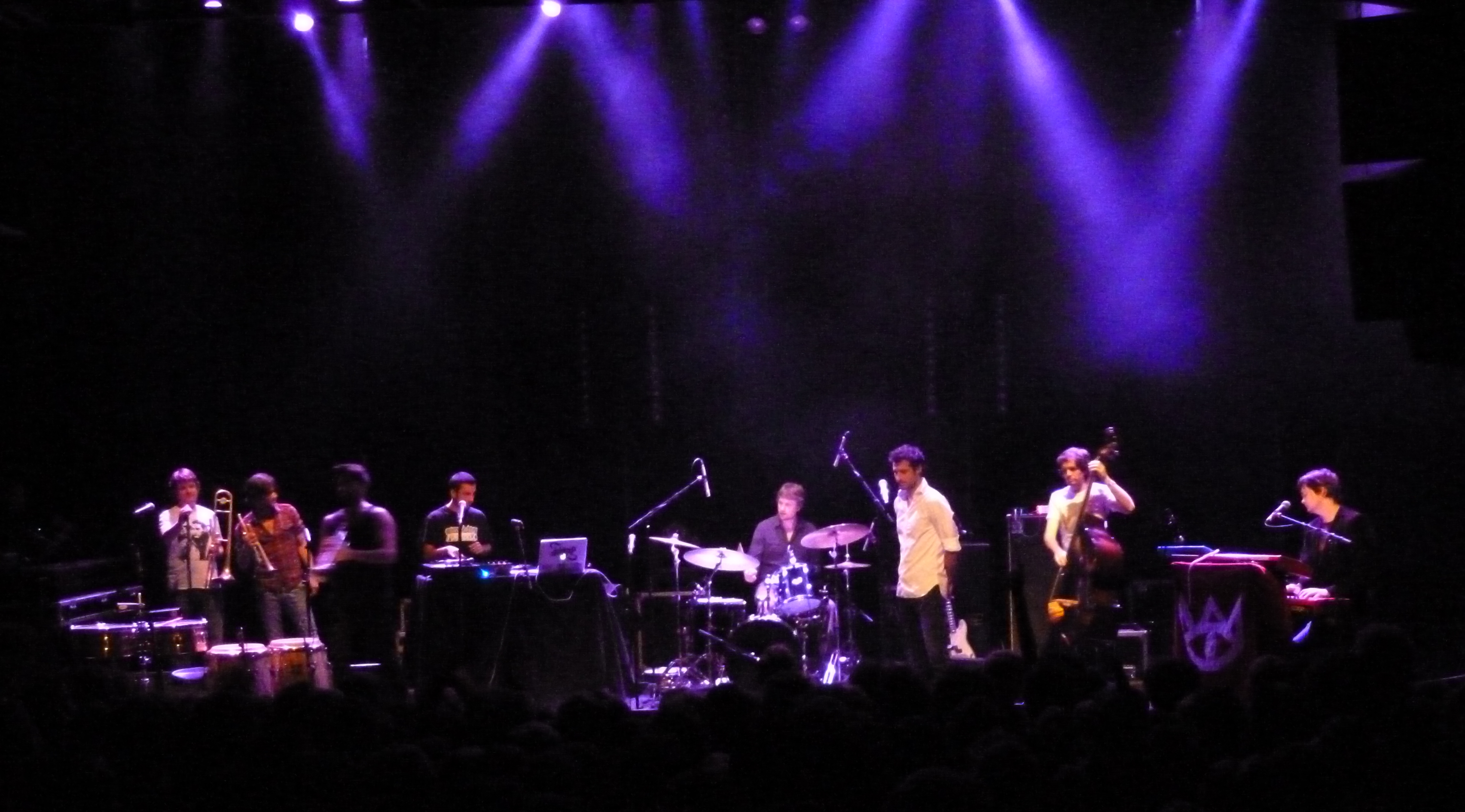
The Cat Empire
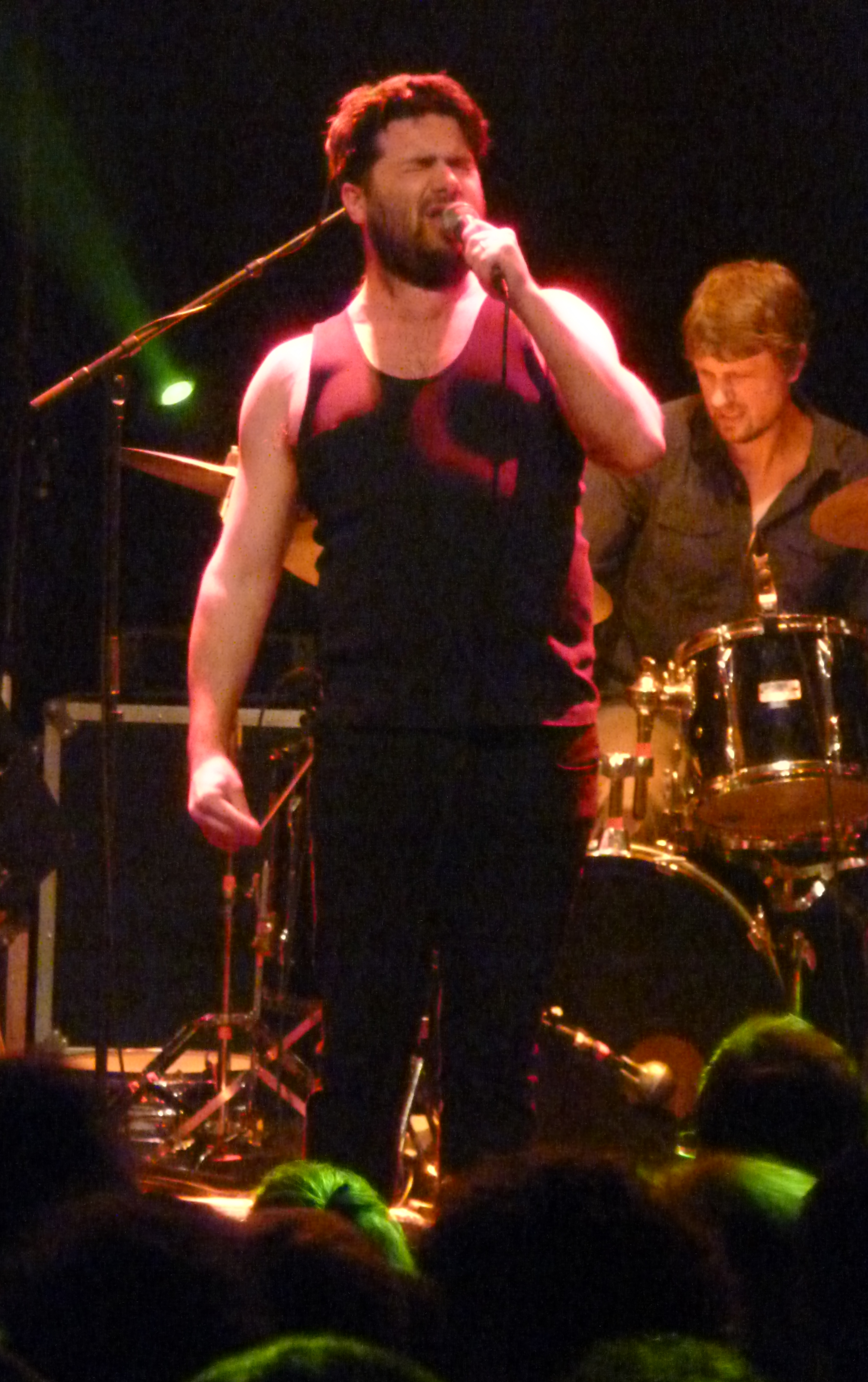
Harry James Angus
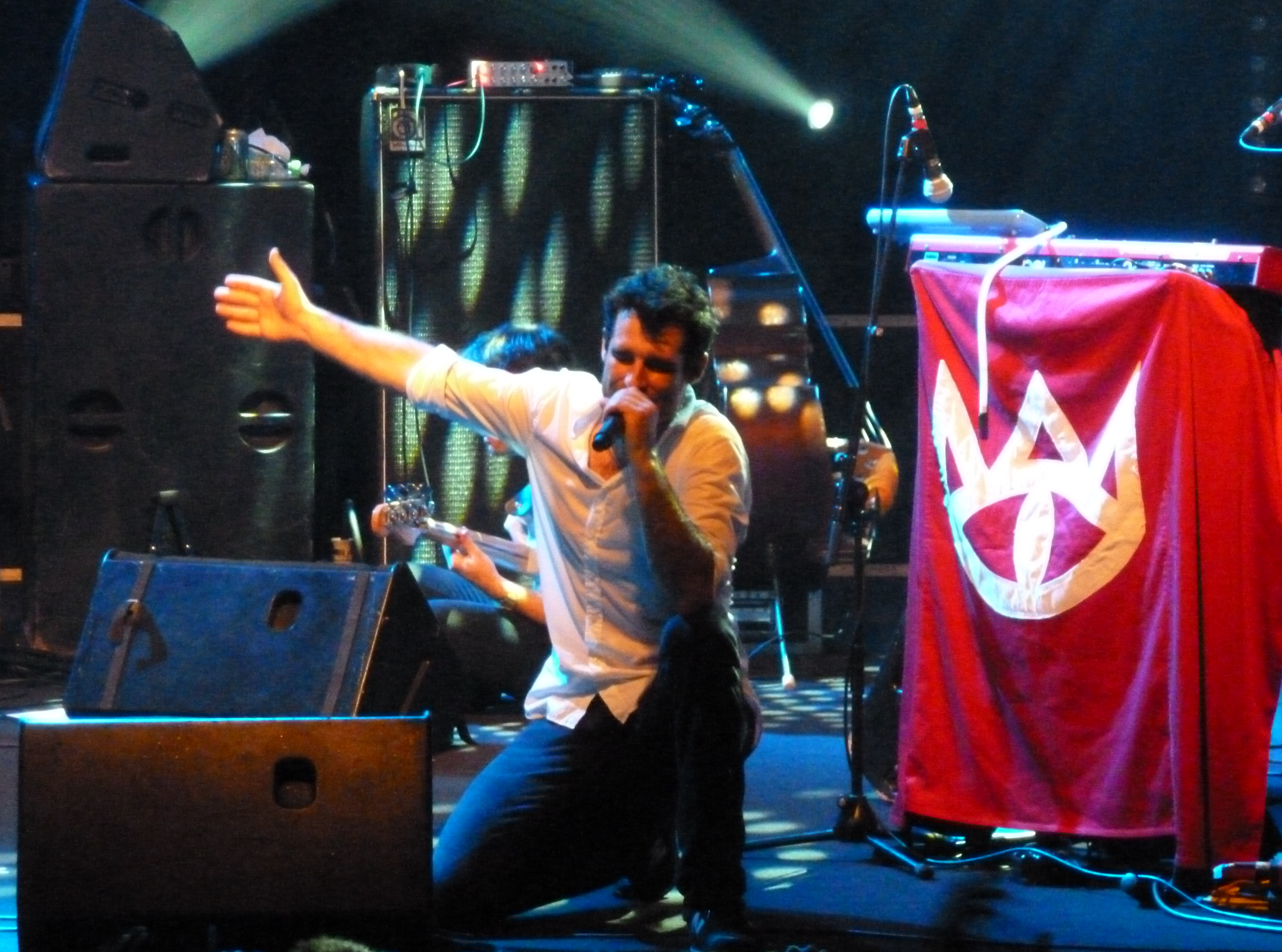
Felix Riebl
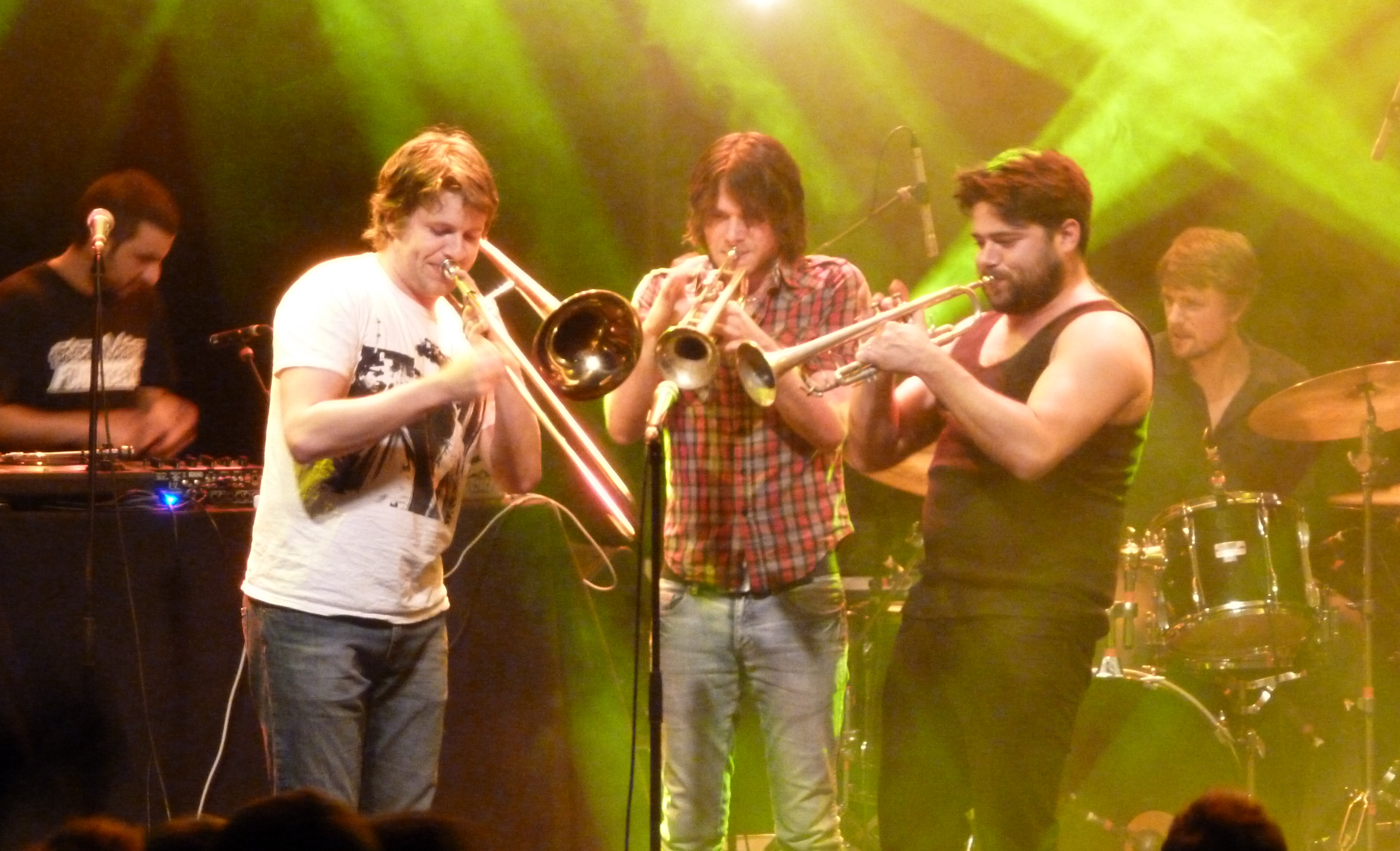
Kieran Conrau (lk.), Ross Irwin, Harry James Angus (re.)
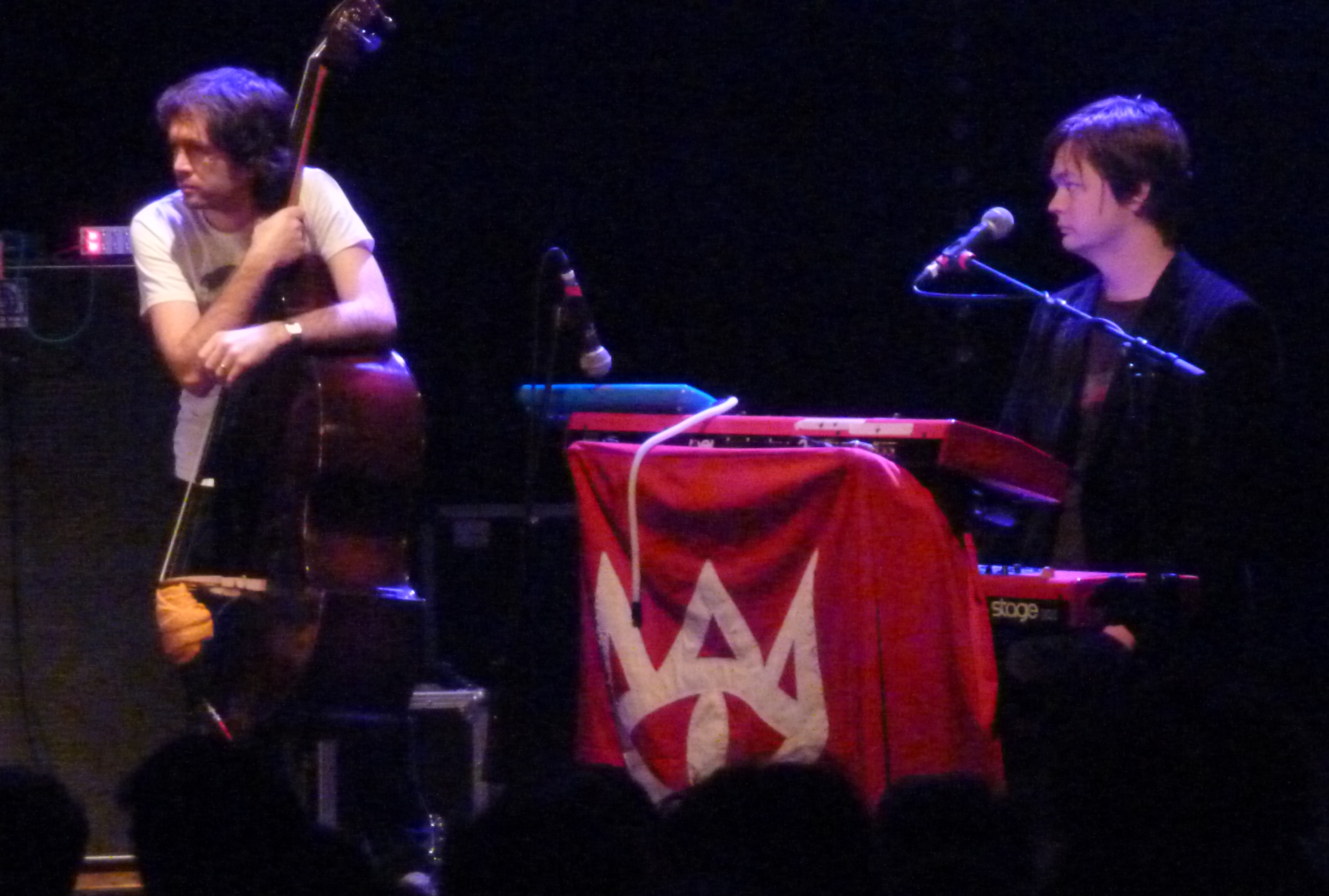
Ryan Monro, Ollie McGill
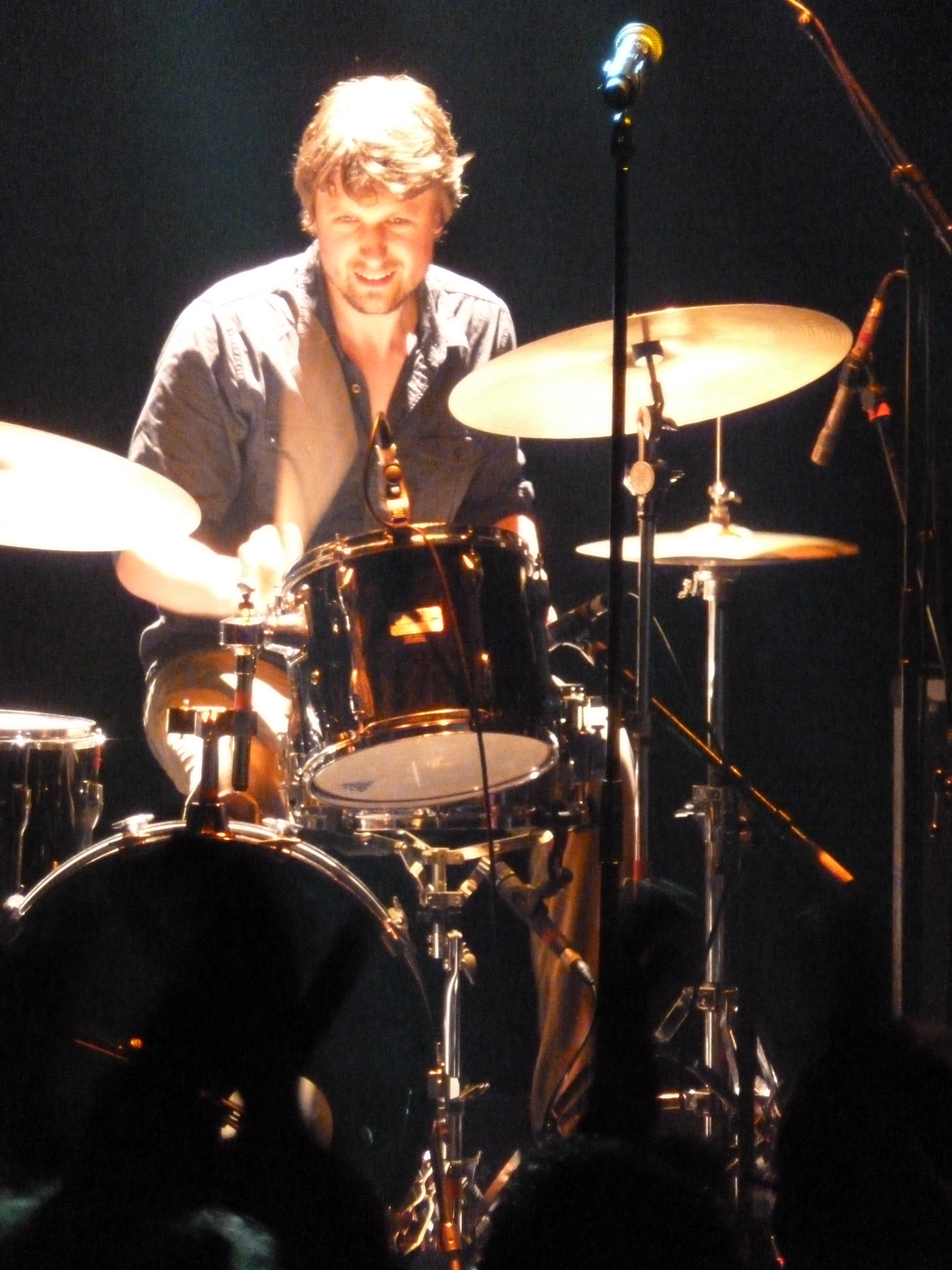
Will Hull-Brown
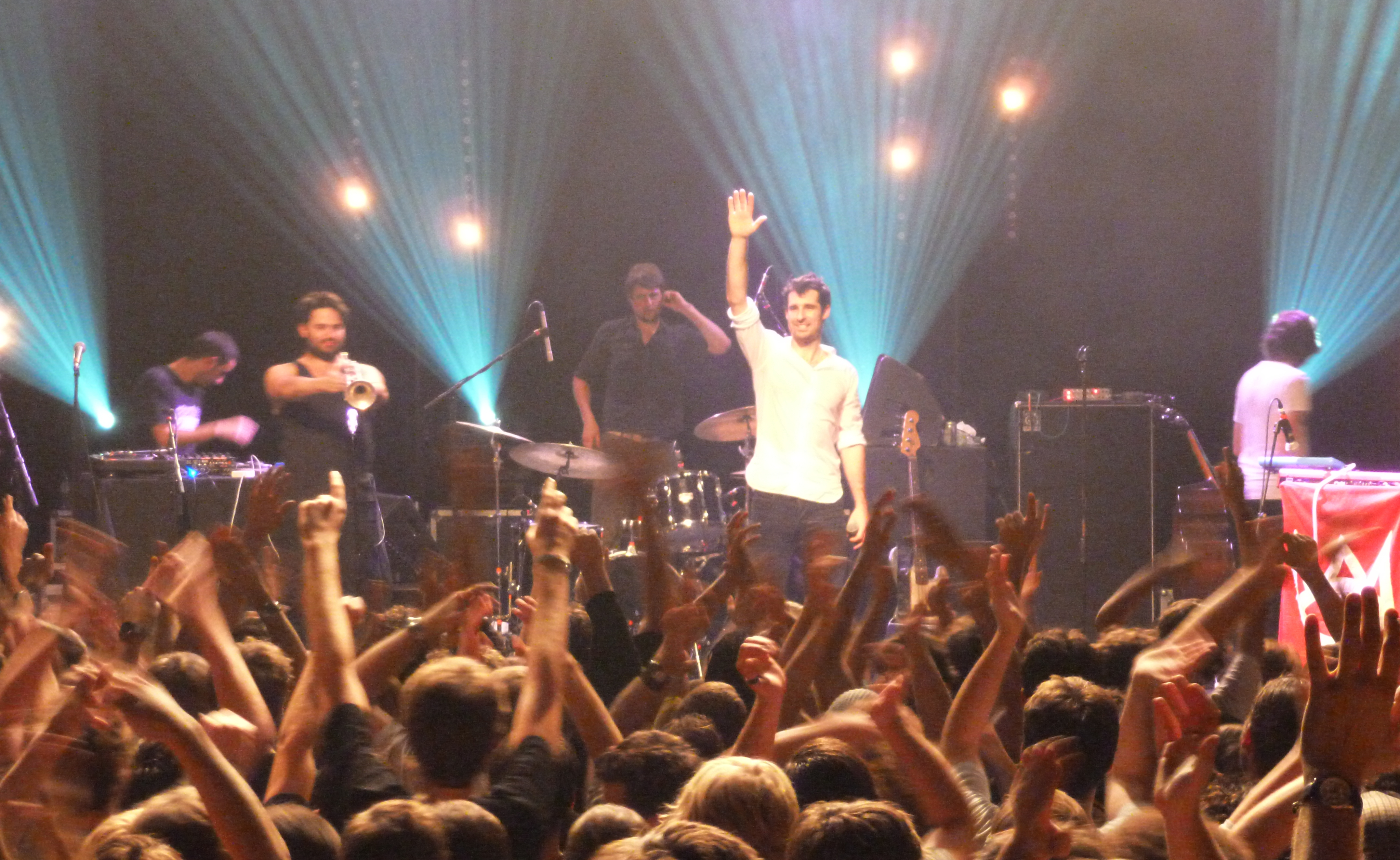
The Cat Empire

Gäste
Mitwirkende Musiker (Album „Two Shoes“):
- Jesús „Aguaje“ Ramos (Posaune)
- Yaure Muñiz Rumayor (Trompete)
- Javier Reynaldo Zalba Suárez (Baritonsaxophon)
- Idania Valdés (Begleitgesang)
- Maritza Montero (Begleitgesang)
- Virgillio Valdés (Begleitgesang)
- Alyssa Conrau (Violine)
- Georgina Cameron (Violine)
- Kristy Conrau (Cello)
- Max Riebl (Trompete, Sopranus)
- Jorge Yoandi Moline (Congas)
- Amadito Valdés (Timbales)

Zeitleiste

## Diskografie

### Studioalben
| Jahr | Titel                           | Höchstplatzierung, Gesamtwochen, AuszeichnungChartplatzierungen (Jahr, Titel, Platzierungen, Wochen, Auszeichnungen, Anmerkungen) | Höchstplatzierung, Gesamtwochen, AuszeichnungChartplatzierungen (Jahr, Titel, Platzierungen, Wochen, Auszeichnungen, Anmerkungen) | Anmerkungen |
| Jahr | Titel                           | AU | CH | Anmerkungen |
| ---- | ------------------------------- | --- | --- | ----------- |
| 2003 | The Cat Empire                  | AU15 ×2Doppelplatin · (40 Wo.)AU                                                                                                  | — |             |
| 2005 | Two Shoes                       | AU1 Platin · (25 Wo.)AU | — |             |
| 2006 | Cities - The Cat Empire Project | AU11 (6 Wo.)AU | — |             |
| 2007 | So Many Nights                  | AU2 Gold · (19 Wo.)AU | — |             |
| 2010 | Cinema                          | AU3 (11 Wo.)AU | — |             |
| 2013 | Steal The Light                 | AU3 (6 Wo.)AU | — |             |
| 2016 | Rising With The Sun             | AU1 (10 Wo.)AU | CH51 (1 Wo.)CH |             |
| 2019 | Stolen Diamonds                 | AU4 (1 Wo.)AU | — |             |

### Livealben und Kompilationen
| Jahr | Titel         | Höchstplatzierung, Gesamtwochen, AuszeichnungChartplatzierungen (Jahr, Titel, Platzierungen, Wochen, Auszeichnungen, Anmerkungen) | Höchstplatzierung, Gesamtwochen, AuszeichnungChartplatzierungen (Jahr, Titel, Platzierungen, Wochen, Auszeichnungen, Anmerkungen) | Anmerkungen |
| Jahr | Titel         | AU | CH | Anmerkungen |
| ---- | ------------- | --- | --- | ----------- |
| 2009 | Live On Earth | AU14 (5 Wo.)AU | — |             |

Weitere Livealben und Kompilationen
- Live @ Adelphia (2001)
- The Sun (2002)
- Tapes, Breaks and Out-Takes (2003)
- On the Attack (2004)
- Live At The Bowl (2009)

### Singles
| Jahr | Titel Album                    | Höchstplatzierung, Gesamtwochen, AuszeichnungChartsChartplatzierungen (Jahr, Titel, Album, Platzierungen, Wochen, Auszeichnungen, Anmerkungen) | Anmerkungen |
| Jahr | Titel Album                    | AU | Anmerkungen |
| ---- | ------------------------------ | --- | ----------- |
| 2004 | Days Like These The Cat Empire | AU37 (4 Wo.)AU |             |
| 2004 | The Chariot The Cat Empire     | AU34 (2 Wo.)AU |             |
| 2005 | Sly Two Shoes                  | AU23 (8 Wo.)AU |             |
| 2005 | The Car Song Two Shoes         | AU46 (3 Wo.)AU |             |
| 2007 | No Longer There So Many Nights | AU12 (5 Wo.)AU |             |

Weitere Singles
- Hello (2003)
- One Four Five (2004)
- Two Shoes (2005)
- Beanni (2006)
- Down at the 303 (live) (2007)
- So Many Nights (2007)
- Fishies (2008)
- How to Explain? (2009)
- Feeling’s Gone (2010)
- Falling (2010)
- Brighter Than Gold (2013)
- Qué será ahora (2015)
- Wolves (2015)
- Bulls (2016)
- Ready Now (2018)
- Stolen Diamonds (2018)
- Oscar Wilde (2018)
- Thunder Rumbles (2023)